# Kongreßhalle Leipzig

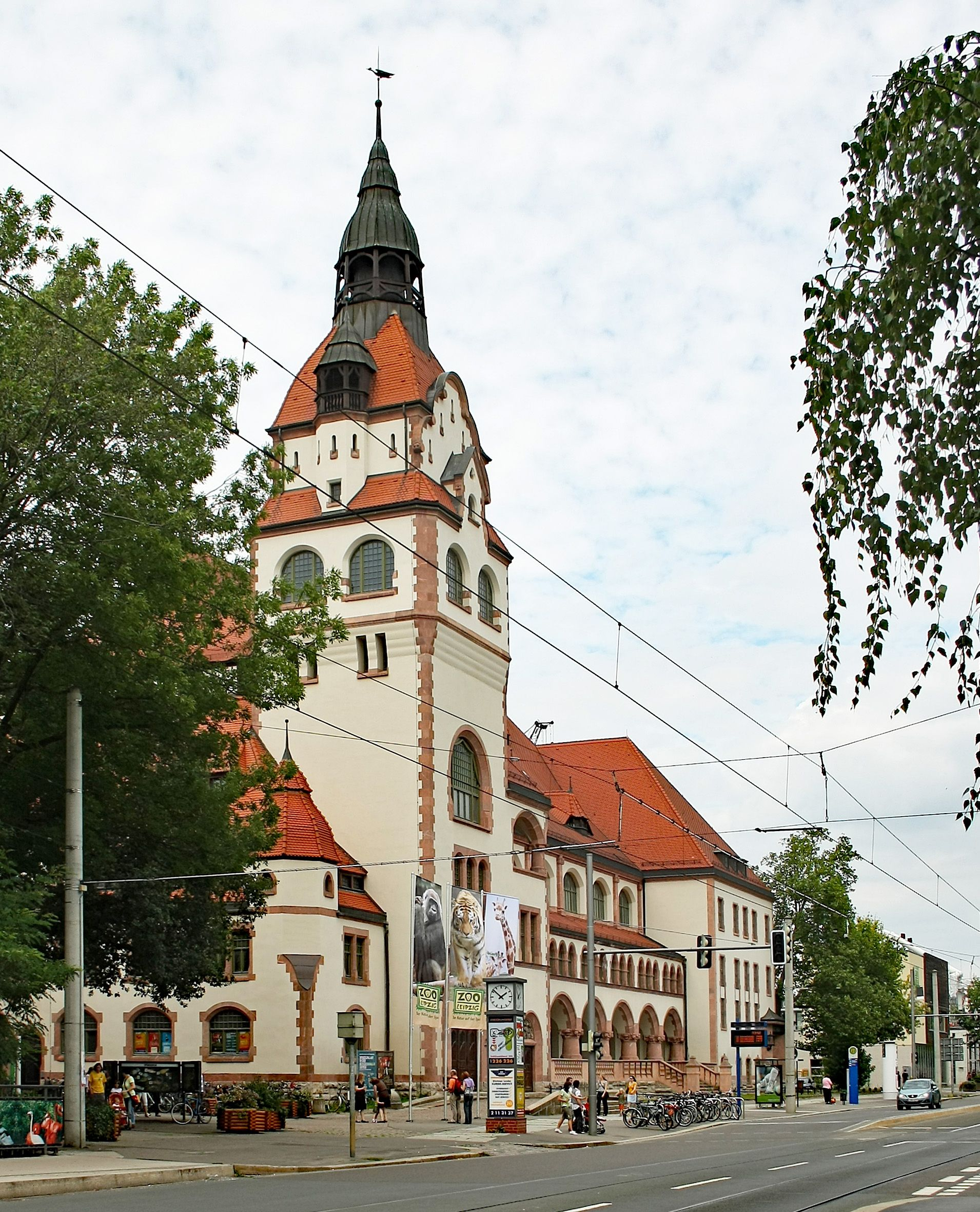
Kongreßhalle Leipzig

Die Kongreßhalle Leipzig (als Eigenname nach alter Rechtschreibung geschrieben) ist ein Veranstaltungsgebäude mit mehreren Sälen an der Pfaffendorfer Straße in Leipzig direkt neben dem Eingang zum Leipziger Zoo. Im Jahr 1900 als Gesellschaftshaus des Zoos eingeweiht, diente das Gebäude über mehr als acht Jahrzehnte als einer der wichtigsten Veranstaltungsorte Leipzigs. Nach langem Leerstand wurde es von 2001 bis 2015 umfassend saniert und umgebaut.

## Gebäude
Der Elemente des Jugendstils aufweisende Bau des Gesellschaftshauses wurde von dem Leipziger Architekten Heinrich Rust entworfen. Mit seiner Längsausdehnung von 77 Metern an der Straße, dem in den Zoo gerichteten Flügel und dem bekrönenden Turm von 50 Metern Höhe stellt das Haus eine städtebauliche Dominante dar.
Das Haus besitzt mehrere Säle und Zimmer, die zum Zeitpunkt seiner Eröffnung wie folgt benannt waren: Großer Saal, Weißer Saal, Terrassensaal (heute Richard-Wagner-Saal), Pfauensaal (heute Bachsaal), Lortzingsaal, Goethesaal, Lessing- und Leibnizsaal, Mendelssohn-Bartholdy-Zimmer und Basteizimmer. Die Decke im Foyer galt als eines der bedeutendsten Beispiele für Art déco in Leipzig. Der Tanzboden im Großen Saal war einer der größten so genannten „schwingenden Tanzböden“ Europas, die durch einen mehrlagigen, mit Hohlräumen ausgestatteten Aufbau ein „weicheres Tanzen“ ermöglichen. Der Große Saal besaß auch eine Orgel. Ein Sonderpostamt war ebenfalls vorhanden.

## Geschichte
Nördlich der Einmündung der Parthe in den damaligen Lauf der Pleiße bestand seit dem Mittelalter das Vorwerk Pfaffendorf. Nach dem Wiederaufbau des Vorwerks nach der Völkerschlacht bei Leipzig dienten die Gebäude u. a. auch der Gaststätte „Zum Pfaffendorfer Hof“. Diese Gaststätte übernahm im Jahr 1873 Ernst Pinkert und eröffnete auf der dahinter liegenden Wiese am Pfingstsonntag 1878 seinen Zoologischen Garten zu Leipzig. Im Jahr 1899 leitete er diesen in eine Aktiengesellschaft über, zu deren Vorstand und Direktor er berufen wurde. Nun begann eine rege Bautätigkeit, in deren Verlauf die alten Gutsgebäude abgerissen und Bauten für den Zoo errichtet wurden, darunter auch das Bürgerliche Gesellschaftshaus an der Pfaffendorfer Straße, die heutige Kongreßhalle, das Leipziger Kaufleute initiierten. Die Arbeiten am Gesellschaftshaus sollten ursprünglich am 1. Januar 1900 abgeschlossen sein, nach Bauverzögerungen fand die Eröffnung jedoch erst am 29. September 1900 statt.

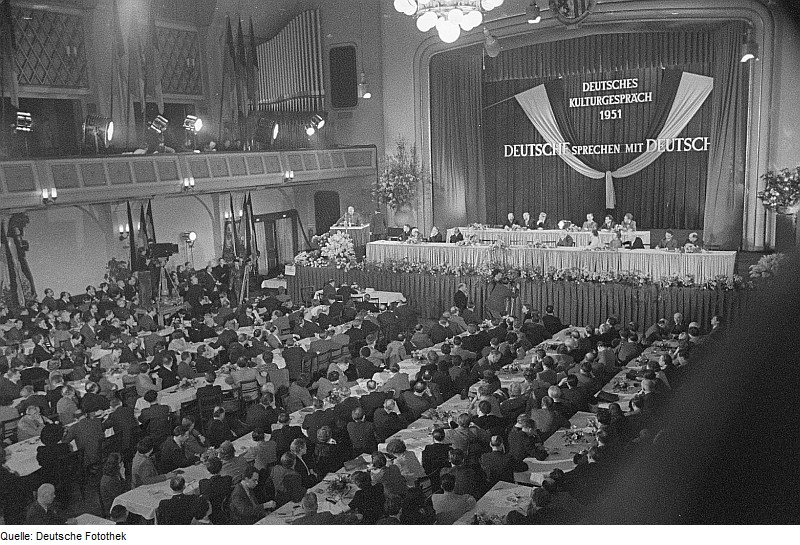
Das Innere des Großen Saals, der für Kongresse, Sportveranstaltungen und Konzerte genutzt wurde. Hier: Deutsch-deutsches Kulturgespräch 1951

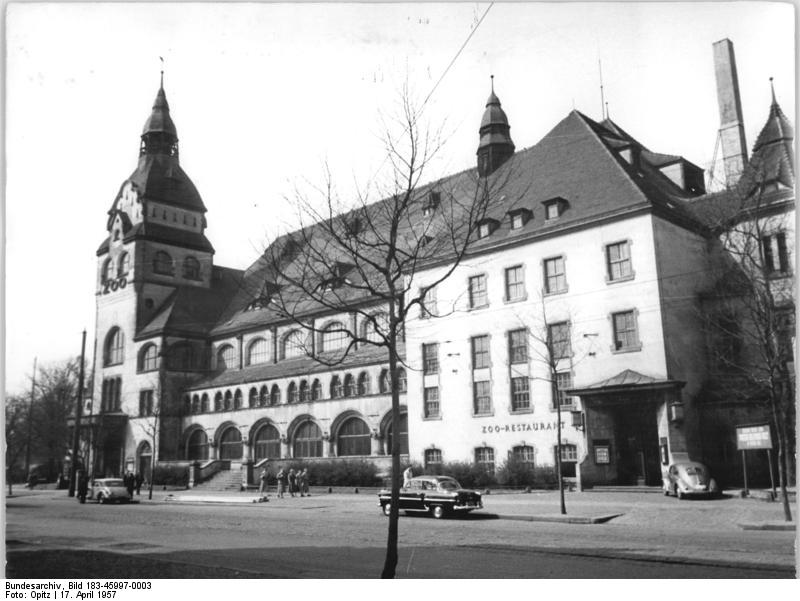
Zustand 1957

Oft wird behauptet, das Gebäude habe im Ersten Weltkrieg als Lazarett gedient – dieses ist jedoch nicht nachweisbar und gilt als eher unwahrscheinlich. Nach dem Krieg war das Haus wieder ein gesellschaftlicher Treffpunkt Leipzigs. Im Zweiten Weltkrieg waren nur geringe Schäden zu beklagen, die bald behoben waren. 1947 wurde die Kongreßhalle rekonstruiert und umgebaut (Rangverbreiterung, Unterhangdecke, Bühneneinbau). Damit wurde sie zum bedeutendsten Gesellschaftshaus der Stadt Leipzig.
Von 1946 bis zur Eröffnung des dritten Gewandhauses 1981 fanden die Konzerte des Gewandhausorchesters unter Leitung von Franz Konwitschny, Václav Neumann und Kurt Masur im Großen Saale statt. Zahlreiche internationale Solisten gastierten dabei. Von 1946 bis August 1989 diente der Weiße Saal als Spielstätte des ersten deutschsprachigen Kindertheaters – des Theaters der Jungen Welt.
In der Kongreßhalle fanden Veranstaltungen verschiedensten Genres statt, darunter neben solchen der leichten Muse auch politische Kongresse und Sportereignisse. So fand 1950 die Eröffnungsfeier der DHfK, 1951 der 1. Deutsche Kulturkongress, 1957 der IV. Weltgewerkschaftskongress, 1959 und 1960 das Ringerturnier zu Ehren von Werner Seelenbinder und seit 1978 jährlich die Leipziger Jazztage statt.
Historisch bedeutsam ist der Protest in der Kongreßhalle am 20. Juni 1968 gegen die Sprengung der Universitätskirche, als im Abschlusskonzertes des Internationalen Johann-Sebastian-Bach-Wettbewerbs ein Plakat ausgerollt wurde, auf dem der Wiederaufbau gefordert wurde.
Im September 1988 wurde das Gebäude bis auf den Weißen Saal baupolizeilich gesperrt und war somit nicht mehr für die Öffentlichkeit zugänglich. Am 28. August 1989 kam es zu einem Brand im Bühnenhaus des Weißen Saales und infolgedessen am 12. September 1989 zur totalen Schließung der Kongreßhalle Leipzig.
Im Zuge einer danach von der Stadt veranlassten Entrümpelung des Hauses verschwand vieles originale Inventar, das den Charme der Kongreßhalle ausmachte.

## Sanierung 2001 bis 2015
Erste Initiativen zur Wiederbelebung des Hauses scheiterten. Am Tag des offenen Denkmals 2001 wurde die Bürgerinitiative „Kongreßhalle Leipzig“ gegründet, die im Rahmen des 125-jährigen Zoojubiläums im Jahr 2003 die Sanierung der Außenfassade vorantreiben konnte. Am 23. Mai 2003 wurde das Zoo-Restaurant im Richard-Wagner-Saal eröffnet. Am 19. Dezember 2006 gründeten Mitglieder der „Projektgruppe Bachsaal“ den Verein „Kongreßhalle Leipzig“ e. V. 2007 zog das Krystallpalast Varieté in den Großen Saal ein und nutzte diesen bis zum Sommer 2010.
2009 wurde die Zoo Leipzig GmbH Bauherr und die Messegesellschaft wirtschaftlicher Betreiber der Kongreßhalle. Im Rahmen des Konjunkturpaketes II konnten im Jahr 2009 7,76 Mio. Euro für die Sanierung aktiviert werden. Der erste Bauabschnitt, zu dem die Stadt ca. 4,4 Mio. Euro als Investitionszuschlag beisteuerte, begann 2010. Insgesamt wurden in das Projekt, für das der Zoo Leipzig als Bauherr fungierte, etwa 30 Mio. Euro investiert.
Am 29. September 2010 – genau 110 Jahre nach der Eröffnung des Gesellschaftshauses – wurde der Grundstein gelegt. Es entstand im Nordflügel des Gebäudes ein Neubautrakt, der neben vier neuen Kongresssälen (Telemannsaal und Händelsaal im Erdgeschoss sowie Mahlersaal und Schumannsaal im ersten Obergeschoss) auch den renovierten neobarocken Bachsaal einschließt. Seit Dezember 2011 stehen zunächst drei Säle im Untergeschoss wieder zur Verfügung. Auch Teile des Südflügels mit dem Foyer des Großen Saals wurden renoviert; dieser Bereich soll künftig eine Tourismusinformation beinhalten.
In einem zweiten Bauabschnitt wurde der 1925 erbaute Weiße Saal, einst Aufführungsort des Theaters der Jungen Welt und seit einem Brand 1989 geschlossen, renoviert. Mit der Erweiterung um einen Palmensaal, welcher auf dem Gelände des Alten Raubtierhauses entstand, werden die Räume künftig als Restaurant genutzt.
In einem dritten Bauabschnitt erfolgte bis 2015 die Renovierung der gesamten Kongreßhalle inklusive des Großen Saals im Jugendstil sowie vier Sälen und zwei Zimmern im ersten und zweiten Obergeschoss des Südflügels. Architekt des Umbaus war Gerd Heise.
Mit einem Festakt mit Thomanerchor und Gewandhaus-Quartett, der gleichzeitig Beginn der Festtage „1000 Jahre Leipzig“ war, und anschließendem Bürgerfest wurde die Kongreßhalle am 29. Mai 2015 wiedereröffnet. Die öffentliche musikalische Einweihung des Großen Saals erfolgt am 18. Oktober 2015. Damit steht ein innenstadtnahes Kongress- und Tagungszentrum mit 15 Sälen und Räumen mit Kapazitäten für 10 bis 1200 Personen zur Verfügung. Betreiber des Komplexes ist das Congress Center Leipzig der Leipziger Messe.

## Orgel

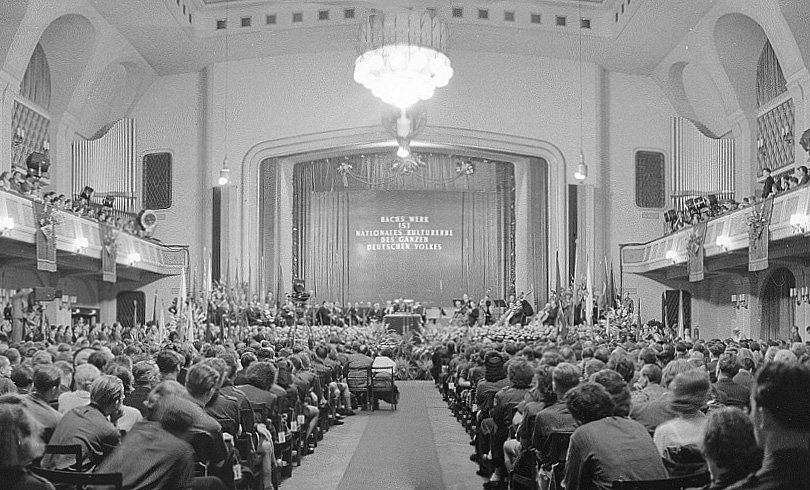
Blick zur 1947/1948 links und rechts der Bühne eingebauten Jehmlich-Orgel (1950)

In der Kongreßhalle sollten als neuer Heimstätte des Gewandhausorchesters auch Aufführungen von Orgelwerken möglich sein. Zuerst war eine Orgel mit 60 Registern geplant. Schon vor der Neueröffnung fanden deshalb am 4. Juni 1946 erste Beratungen über den Einbau einer Konzertorgel in den Großen Saal statt. Drei Tage später forderte man die Firmen Jehmlich Orgelbau Dresden und Hermann Eule Orgelbau Bautzen zur Abgabe eines Angebots auf. Eule sagte bereits wenige Tage später ab, so dass die Orgelbaufirma Jehmlich den Auftrag übernahm. 
Man entschied sich für einen zweigeteilten Aufbau der Orgel mit Anordnung der Prospektpfeifen oberhalb des Ranges zu beiden Seiten der Bühne. Dazu mussten jeweils das erste linke und rechte Seitenfenster des Saals einschließlich Oberlichter verschlossen werden. Im August 1947 wurde mit den Montagearbeiten begonnen. Wegen der vielen stattfindenden Veranstaltungen konnten die Arbeiten nicht wie geplant voranschreiten, und der für Dezember geplante Übergabetermin konnte nicht gehalten werden. Die Gesamtkosten der Orgel betrugen 52.103,70 RM. Im 14. Gewandhauskonzert am 12. Februar 1948 wurde die Orgel erstmals von Günther Ramin gespielt, es erklangen Werke von Händel, Bach und Bruckner.
Infolge der Aufteilung der Orgel auf zwei weit voneinander entfernte Stellen im Saal kam nur eine elektrische Spiel- und Registertraktur in Frage. Der technische Aufbau der Orgel war kompliziert, und die Störanfälligkeit sehr hoch. Wegen der zahlreich stattfindenden Tanz- und Unterhaltungsveranstaltungen verschmutzte das Orgelwerk extrem schnell, so dass bereits 1959 „das einst so schöne Instrument […] durch eine geradezu verantwortungslose Vernachlässigung in einen katastrophalen Zustand geraten ist.“ Es wurde erforderlich, das Instrument vor jedem Einsatz aufwändig durchzusehen und zu intonieren. Aus diesen Gründen wurde die Kongreßhallenorgel nur zu fünf Konzerten eingesetzt. Als Soloinstrument wurde sie bei der Leipziger Erstaufführung des Orgelkonzerts opus 50 von Rainer Kunad gespielt. Zum letzten Mal erklang die Orgel am 30. Oktober 1980 mit drei Orgelsonaten von Mozart im 7. Anrechtskonzert des Gewandhauses.
Die Orgel verschwand nach der Wende im Zuge der o. g. Entrümpelung; der Spieltisch wurde in einer Kirche entdeckt und in die Kongreßhalle zurückgebracht.

### Disposition
| I Manual C–f3 |                              |       |
| 1.            | Quintade                     | 16′   |
| 2.            | Großprinzipal                | 8′    |
| 3.            | Rohrgedackt                  | 8′    |
| 4.            | Dulziana                     | 8′    |
| 5.            | Oktave                       | 4′    |
| 6.            | Blockflöte                   | 4′    |
| 7.            | Superoktave                  | 4′    |
| 8.            | Mixtur IV                    |       |
| 9.            | Sesquialtera II              |       |
| 10.           | Quinte (aus Sesquialtera II) | 2 ⁄3′ |
| 11.           | Helltrompete                 | 8′    |

| II Manual C–f3 |                 |        |
| 1.             | Bordun          | 16′    |
| 2.             | Sing. Gedackt   | 8′     |
| 3.             | Flötenprinzipal | 8′     |
| 4.             | Gemshorn        | 8′     |
| 5.             | Praestant       | 4′     |
| 6.             | Rohrflöte       | 4′     |
| 7.             | Naßat           | 2 ⁄3′  |
| 8.             | Waldflöte       | 2′     |
| 9.             | Terz            | 1 3⁄5′ |
| 10.            | Glöcklein       | 1′     |
| 11.            | Zimbel IV       |        |
| 12.            | Clarine         | 4′     |

| Pedal C–f1 |                  |         |
| 1.         | Prinzipalbaß     | 16′     |
| 2.         | Subbaß           | 16′     |
| 3.         | Echobaß          | 16′     |
| 4.         | Quintbaß         | 10 2⁄3′ |
| 5.         | Oktavbaß         | 8′      |
| 6.         | Flötenbaß        | 8′      |
| 7.         | Rohrpfeife       | 4′      |
| 8.         | Rauschpfeife III |         |
| 9.         | Posaune          | 16′     |

- Koppeln:
  - Normalkoppeln: II/I, I/P, II/P
- Spielhilfen: 3-fache freie Vorbereitung, Registercrescendo, Tutti-Auslöser, Schwelltritt für II. Manual, Gesamttremolo für alle Register des II. Manuals, Gesamtauslöser für Handregistratur

Anmerkungen
1. ↑  zarte Intonation
2. 1 2  im Prospekt

## Künstler, die in der Kongreßhalle aufgetreten sind (Auswahl)
(in alphabetischer Reihenfolge)
- Salvatore Adamo
- Chris Barber
- Gilbert Bécaud
- Roy Black
- Katja Ebstein
- Juliette Gréco
- Herbert Kegel
- Ralph Kirkpatrick
- René Kollo
- Mireille Mathieu
- Mario del Monaco
- David Oistrach
- Anneliese Rothenberger
- Klaus Renft Combo
- Konstantin Wecker